# Poisson-papillon d'Andaman
Chaetodon andamanensis
Espèce
Statut de conservation UICN

 DD  : Données insuffisantes
Poisson-papillon d'Andaman (Chaetodon andamanensis) est une espèce de poissons de la famille des Chaetodontidae.

## Sous-genre
Le poisson-papillon d'Andaman est un poisson-papillon qui fait partie du sous-genre Tetrachaetodon.
Avant d'être décrit comme une espèce séparée, il était confondu avec le poisson-papillon à tache bleue.

## Morphologie
- Taille : au maximum 14 à 15 cm.

Sa coloration est jaune, avec des petites rayures horizontales plus ou moins visibles, une tache noire sur le pédoncule caudal, et une barre noire passant par l'œil.

## Biologie et écologie
C'est un poisson corallien, et qui se nourrit essentiellement de corail.

## Répartition
Le poisson-papillon d'Andaman se rencontre dans les îles Andaman-et-Nicobar et la mer d'Andaman.

## Usage
Ce poisson n'est pas conseillé en aquarium, car difficile à nourrir.